# Cerklje na Gorenjskem
Cerklje na Gorenjskem é um município da Eslovênia. A sede do município fica na localidade de mesmo nome.

## Localidades
- Adergas
- Ambrož pod Krvavcem
- Apno
- Cerkljanska Dobrava
- Češnjevek
- Dvorje
- Glinje
- Grad
- Lahovče
- Poženik
- Praprotna Polica
- Pšata
- Pšenična Polica
- Ravne
- Šenturška Gora
- Sidraž
- Šmartno
- Spodnji Brnik
- Štefanja Gora
- Stiška Vas
- Sveti Lenart
- Trata pri Velesovem
- Vašca
- Velesovo
- Viševca
- Vopovlje
- Vrhovje
- Zalog pri Cerkljah
- Zgornji Brnik